# Detlef Knorrek
Detlef Knorrek (ur. 6 lipca 1965 w Langenhagen) – niemiecki judoka. Dwukrotny olimpijczyk. Zajął 32. miejsce w Barcelonie 1992 i 21. w Atlancie 1996. Walczył w wadze półciężkiej.
Startował w Pucharze Świata w latach 1989–1993, 1995 i 1996. Zdobył sześć medali na mistrzostwach Europy w latach 1988 - 1995. Brązowy medalista wojskowych MŚ w 1986 i akademickich MŚ w 1988.
Jego córka Anna Monta Olek, również jest judoczką. 

## Letnie Igrzyska Olimpijskie 1992
| Konkurencja | Rundy eliminacyjne | Klas. końcowa |
| Konkurencja | 1/64               | Miejsce       |
| ----------- | ------------------ | ------------- |
| 95 kg       | Radu Ivan (ROU) P  | 32.           |

## Letnie Igrzyska Olimpijskie 1996
| Konkurencja | Rundy eliminacyjne   | Klas. końcowa |
| Konkurencja | 1/32                 | Miejsce       |
| ----------- | -------------------- | ------------- |
| 95 kg       | Pedro Soares (POR) P | 21.           |